# Breese, Illinois
Breese är en stad i Clinton County i den amerikanska delstaten Illinois med en yta av 6 km² och en folkmängd som uppgår till 4 048 invånare (2000), varav de flesta är av tysk härkomst. Orten har fått sitt namn efter politikern Sidney Breese.